# Козлов, Виктор Владимирович (учёный)
Виктор Владимирович Козлов (род. 24 апреля 1945 года, город Пятихатки, Днепропетровская область, Украинская ССР) — советский и российский учёный в области механики жидкости и газа. Доктор физико-математических наук, профессор. Специалист в области гидродинамической неустойчивости сдвиговых течений и разработке методов управления обтеканием тел.

## Биография
Окончил физический факультет Новосибирского государственного университета (1969). Дипломную работу выполнил под руководством М. И. Сазонова.
Кандидат физико-математических наук (1976).
Доктор физико-математических наук (1987), докторская диссертация «Изучение последовательных стадий перехода к турбулентности в дозвуковых сдвиговых течениях».
Работает в Институте теоретической и прикладной механики им. С. А. Христиановича СО РАН, заведующий лабораторией аэрофизических исследований дозвуковых течений.
Профессор кафедры аэрофизики и газовой динамики Новосибирского государственного университета (с 1992 г.). В 1994 году получил почётное звание Соросовского профессора.
Председатель оргкомитета II Международного симпозиума Международного союза по теоретической и прикладной механики (IUТАМ) по ламинарно-турбулентному переходу 1984 года. Председатель оргкомитета Международного IUTAM-симпозиума по отрывным и струйным течениям 1990 года. С 1995 года — постоянный организатор и сопредседатель Всероссийской молодежной конференции «Устойчивость и турбулентность течений гомогенных и гетерогенных жидкостей».
Член Российского национального комитета по теоретической и прикладной механике с 2001 года.
Руководитель одной из ведущих научных школ России по устойчивости и турбулентности гомогенных и гетерогенных жидкостей (с 1996 г.). Основные работы научной школы связаны с исследованиями пространственной структуры сдвиговых течений и обоснованием новых методов активного управления обтеканием тел, гидродинамической неустойчивости течений многофазных жидкостей (газовзвесей, суспензий, газожидкостных смесей) и моделированием турбулентности и гидродинамической неустойчивости.
Подготовил к защите 7 докторов наук и 17 кандидатов наук.

## Награды
- медаль «За освоение целинных земель» (1967),
- серебряная медаль Н. Е. Жуковского за значительный вклад в теорию авиации (1992),
- медаль ордена «За заслуги перед Отечеством» II ст. (2008),
- премия академика Г. И. Петрова первой степени за выдающиеся работы в области теории гидродинамической устойчивости и турбулентности (2008).

## Научные интересы
Основные направления научной деятельности связаны с исследованиями в сфере гидродинамической устойчивости и турбулентности. Провел большой круг экспериментальных исследований по возникновению, развитию и взаимодействию возмущений в пограничном слое и отрывных течениях; устойчивости ламинарных течений, возникновению турбулентности, физике турбулентных течений, когерентных структур в турбулентных потоках и управления течениями.
Предложил новые сценарии ламинарно-турбулентного перехода при повышенной степени турбулентности набегающего потока. Обнаружил и описал новый тип возмущений, характеристики которых принципиально отличаются от ранее известных волн Толлмина — Шлихтинга. Для нелинейных возмущений, стационарных и нестационарных продольных структур предложил метод по стабилизации процесса перехода к турбулентности с использованием риблет и обосновал физические модели, объясняющие действие этого механизма. Эти работы положили начало новому научному направлению, в котором уже получены существенные результаты.
Построил физическую модель волновых явлений в локальных областях отрыва ламинарного пограничного слоя. Экспериментально обосновал применимость теории гидродинамической устойчивости к описанию возмущений в отрывных зонах; выделил основные механизмы нелинейных взаимодействий. Обнаружил и описал физические механизмы порождения волн неустойчивости при периодическом вдуве-отсосе, локализованных вибрациях поверхности и наложении акустического поля. Показал принципиальную возможность управления возникновением турбулентности с использованием этих искусственно введенных возмущений (микроэлектромеханические технологии).
Энтузиаст и вдохновитель применения МЭМС технологии для задач механики жидкости и газа. Микромашинная технология является новейшей областью техники, которая позволяет производить механические устройства микронных размеров, что дает возможность создавать микродатчики и микроактиваторы для управления течением с малыми инерциальными характеристиками. Таким образом, удовлетворяется основное требование к датчикам и активаторам — отклик на высокие частоты и можно достичь интерактивного распределенного управления соединением на одной поверхности микродатчиков, микроактиваторов и микропроцессоров для создания интегрированной системы. Такая система имеет на поверхности датчики напряжения сдвига, улавливающие возмущения в области пограничного слоя, встроенную вычислительную сеть для обработки сигналов и набор магнитных закрылков для уменьшения и управления вихрями. Этот подход может открыть новые горизонты для интерактивного управления течениями и снижения сопротивления обтекаемых тел.

## Патенты РФ
- Способ ламинаризации пограничного слоя крыла и устройство для его реализации (варианты) (№ 2086473, 27.06.1994, соавт. А. В. Бойко, Г. Р. Грек, В. В. Сызранцев, С. В. Титатенко, В. А. Щербаков)
- Способ управления срывом потока (№ 2128601, 06.05.1997, соавт. Б. Ю. Занин)
- Несущая поверхность (№ 2294300, 22.03.2005, соавт. Б. Ю. Занин, И. Д. Зверков)
- Способ управления отрывом потока (№ 2328411, 07.07.2006, соавт. Б. Ю. Занин, И. Д. Зверков, А. М. Павленко)
- Способ управления аэродинамическими характеристиками несущей поверхности и несущая поверхность (№ 2412864, 14.07.2009, соавт. И. Д. Зверков, А. В. Крюков)